# New and Improved (Quiet Riot)
New and Improved è un album raccolta della band statunitense Quiet Riot pubblicato il 18 aprile 2005 per l'Etichetta discografica Mausoleum Records.

## Tracce
1. Don't Know What I Want (Banali, Cavazo, DuBrow, Sarzo) 4:51
2. Angry (Banali, Cavazo, DuBrow, Sarzo) 5:22
3. Alive and Well (Banali, Cavazo, DuBrow, Sarzo) 5:03
4. The Ritual (Banali, Cavazo, DuBrow, Sarzo) 5:03
5. Overworked and Underpaid (Banali, Cavazo, DuBrow, Sarzo) 5:36
6. Slam Dunk (Way to Go) (DuBrow, Paris) 3:23
7. Too Much Information (Banali, Cavazo, DuBrow, Sarzo) 4:28
8. Against the Wall (Banali, Cavazo, DuBrow, Sarzo) 4:46
9. Highway to Hell (Scott, Young, Young) 3:58 (AC/DC Cover)
10. Sign Of the Times (Cavazo, DuBrow) 4:52
11. Don't Wanna Let You Go (Cavazo, DuBrow) 4:52
12. The Wild and the Young (Banali, Cavazo, DuBrow, Proffer, Wright) 5:32
13. Mama Weer All Crazee Now (Holder, Lea) 3:21 (Slade Cover)
14. Cum on Feel the Noize (Holder, Lea) 4:40 (Slade Cover)
15. Metal Health (Banali, Cavazo, Cavazo, DuBrow) 5:15

## Lineup
- Kevin DuBrow - Voce
- Carlos Cavazo - Chitarra, Cori
- Rudy Sarzo - Basso
- Frankie Banali - Batteria, Percussioni